# Чапено (Техас)
Чапено (англ. Chapeno) — переписна місцевість (CDP) в США, в окрузі Старр штату Техас. Населення — 42 особи (2020).

## Географія
Чапено розташоване за координатами 26°33′3″ пн. ш. 99°8′2″ зх. д. / 26.55083° пн. ш. 99.13389° зх. д. (26.550879, -99.133880).  За даними Бюро перепису населення США в 2010 році переписна місцевість мала площу 0,21 км², уся площа — суходіл.

## Демографія
Згідно з переписом 2010 року, у переписній місцевості мешкало 47 осіб у 15 домогосподарствах у складі 12 родин. Густота населення становила 227 осіб/км².  Було 21 помешкання (101/км²).
Расовий склад населення:
| - 100,0 % — білих |

До двох чи більше рас належало 0,0 %. Частка іспаномовних становила 97,9 % від усіх жителів.
За віковим діапазоном населення розподілялося таким чином: 31,9 % — особи молодші 18 років, 57,5 % — особи у віці 18—64 років, 10,6 % — особи у віці 65 років та старші. Медіана віку мешканця становила 32,5 року. На 100 осіб жіночої статі у переписній місцевості припадало 123,8 чоловіків;  на 100 жінок у віці від 18 років та старших — 88,2 чоловіків також старших 18 років.
Цивільне працевлаштоване населення становило 12 осіб. Основні галузі зайнятості: освіта, охорона здоров'я та соціальна допомога — 58,3 %.